# Dąbrówka Mała

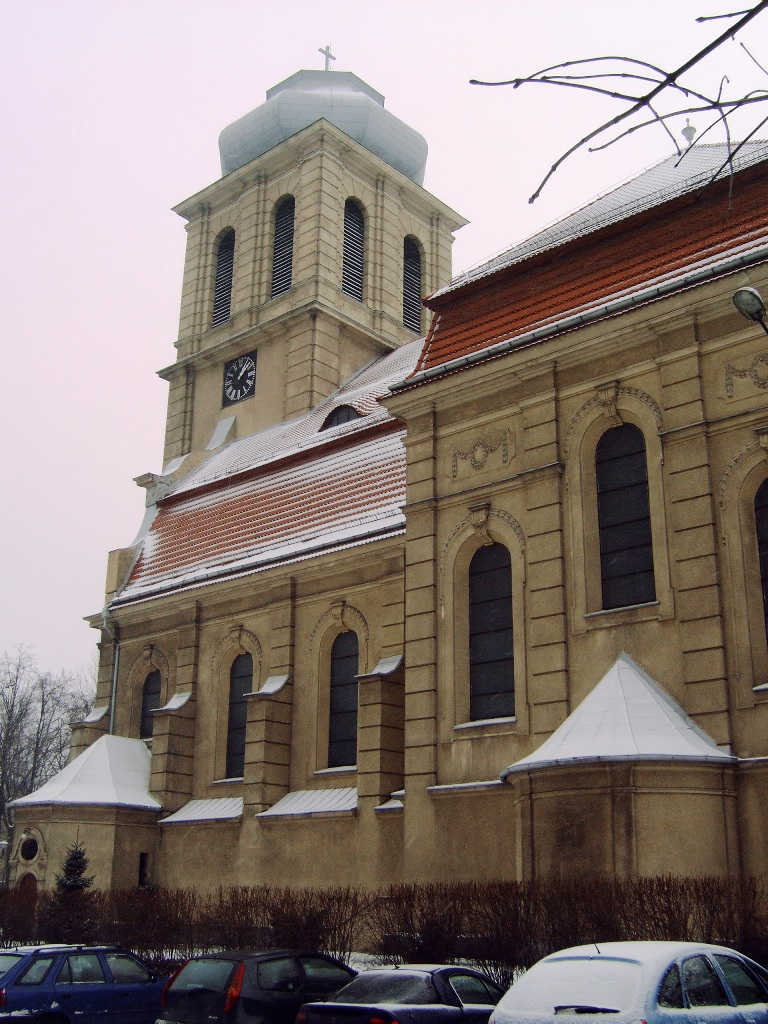
Die Kirche

Dąbrówka Mała (deutsch Eichenau, bis 1905 Klein Dombrowka) ist ein Stadtteil von Katowice und liegt etwa 3,5 Kilometer nordöstlich des Stadtzentrums. Dąbrówka Mała hat rund 5.500 Einwohner.